# Harold Morowitz
Harold J. Morowitz (Poughkeepsie, 4 de dezembro de 1927 – 22 de março de 2016) foi um biofísico norte-americano. Obteve seu PhD em física em 1951 pela Universidade de Yale.
Autor de inúmeros livros, que incluem temas científicos variados de interesse popular, Morowitz dedicou-se com especial interesse à termodinâmica dos sistemas vivos . Suas pesquisas atuais articulam os fundamentos da biologia com as ciências da informação . Tem publicado também sobre a origem da vida , tópico do qual é considerado um dos maiores conhecedores mundiais.  
Morowitz introduziu uma nova formulação da aplicação da termodinâmica ao estudo dos organismos e da biosfera. Como resultado do fluxo de energia (seu conceito explanatório central) a Terra armazena uma grande quantidade de energia em sua biomassa, onde passa  por várias transformações, e o planeta como um todo se mantem fora de equilíbrio termodinâmico. O fluxo de energia entre os organismos vivos envolve uma grande complexidade de tipos de transformações fisico-químicas e de organização espacial e temporal. É precisamente esta intrincada estrutura espaço-temporal que permite a mobilização rápida precisa e eficiente de energia e informação.

## Livros
- Life and the Physical Sciences: Introduction to Biophysics. (Holt, Rinehart & Winston, 1963);
- Theoretical and Mathematical Biology. (Blaisdell Pub. Co., 1965);
- Foundations of Bioenergetics. (Ox Bow Press, 1978);
- Energy Flow in Biology. (Ox Bow Press, 1979);
- A Essência da Vida (tradução de 'The Wine of Life and other Essays on Societies', 1979).  (Ed. Francisco Alves,1981);
- The Thermodynamics of Pizza. (Rutgers University Press, 1992).